# Epiro (provincia romana)
La provincia de Epiro (latín : Provincia Epiri , griego antiguo : Ἐπαρχία Ἠπείρου , romanizado :  Eparkhía Ēpeírou) era una provincia del Imperio Romano, que cubría la región del antiguo Epiro. Roma anexó la región por primera vez en el 167 a. C., después de la Tercera Guerra de Macedonia. Durante toda la ocupación, los Estados griegos se contentaron en su mayor parte con el dominio romano, se esperaba que Grecia sólo proporcionara bienes e ingresos junto con obediencia, y se le concedió una buena cantidad de autonomía. De las montañas del norte se extraía cobre, asfalto y plata y otras exportaciones eran vino, queso y aceite. Epiro siguió siendo parte de los Imperios romano y bizantino hasta el siglo XI d. C.

## Historia

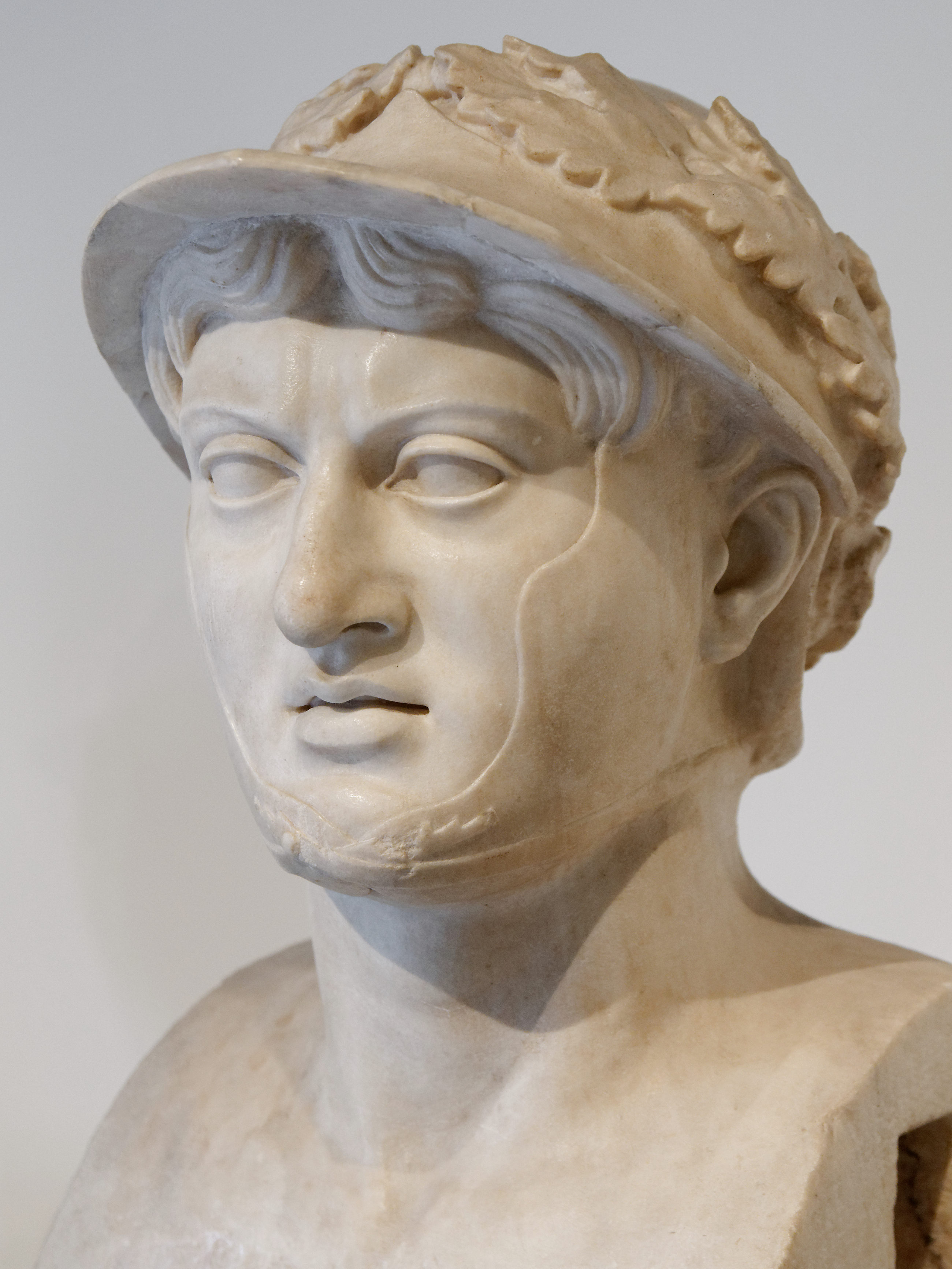
Pirro fue soberano de Epiro durante varios años, este defendió a la región de los ataques de los romanos.

La situación geográfica de Epiro despertó el interés de numerosas tribus balcánicas, tanto en la Antigüedad como en la Edad Media, por ello, los romanos se interesaron especialmente por esta provincia, ya que era rica en diversos metales. La rápida expansión de la República Romana llevó a los romanos a enfrentarse a las fuerzas de Pirro de Epiro, uno de los mayores enemigos de Roma, sus campañas en Italia y los Balcanes dieron origen a las Guerras Pírricas (280 - 275 a. C.).A pesar de las numerosas victorias de Pirro, las ciudades de la Magna Grecia fueron sometidas por los romanos, por lo que Pirro decidió retirarse a Epiro, donde expulsó a Antígono II Gónatas, el rey de Macedonia por aquellos años.
Poco después, el general macedonio volvió a Epiro con una gran flota, mientras que en Argos Pirro estaba acorralado por sus enemigos. En el 272 a. C. Pirro fue asesinado por uno de sus soldados, dejando a Epiro bajo la soberanía del Reino de Macedonia.
Durante el año 167 a. C. los romanos conquistaron la región de Epiro con la ayuda de Emilio Paulo, el cual se llevó a 150.000 esclavos consigo, dejando a Epiro en la ruina total.En el 146 a. C. Epiro pasó a ser una provincia romana más con el nombre de Palea Epirus (Viejo Epiro). La zona litoral se convirtió en un importante centro comercial y la construcción de una red de carreteras mejoró la economía de la zona.